# Mikkel Bay Mortensen
Mikkel Bay Mortensen, tidigare Mikkel Aas Mortensen, född den 6 januari 1972, är en dansk skådespelare.
Mikkel Bay Mortensen utbildades på skådespelarskolan vid Odense Teater under 2001, och har sedan dess haft fast anställning på teatern. Han har samtidigt medverkat på bland annat Odsherred Teater och Aarhus Teater.
Han har bland annat medverkat i  Guitaristerne, Drengene i Skyggen, Peter Pan, Mågen, Mine to Søstre, Galefyrsten, De Onde, Hitlers Barndom och Glengarry Glen Ross.

## Filmografi
- På fremmed mark (2000)
- 2 ryk og en aflevering (2003)